# Bassoncourt
Bassoncourt ist eine französische Gemeinde mit 63 Einwohnern (Stand: 1. Januar 2022) im Département Haute-Marne in der Region Grand Est. Sie gehört zum Kanton Poissons und zum Arrondissement Chaumont. 

## Geografie
Die Gemeinde Bassoncourt liegt an der oberen Maas in der Landschaft Bassigny. Sie ist umgeben von folgenden Nachbargemeinden:
| Clefmont     |                                             | Breuvannes-en-Bassigny |
| Daillecourt  | Kompassrose, die auf Nachbargemeinden zeigt |                        |
| Val-de-Meuse |                                             | Choiseul               |

## Bevölkerungsentwicklung
| Jahr                       | 1962 | 1968 | 1975 | 1982 | 1990 | 1999 | 2008 | 2018 |
| -------------------------- | ---- | ---- | ---- | ---- | ---- | ---- | ---- | ---- |
| Einwohner                  | 121  | 119  | 114  | 101  | 77   | 73   | 69   | 65   |
| Quellen: Cassini und INSEE |      |      |      |      |      |      |      |      |